# James Orme
James Orme (ur. 1 kwietnia 1984 w Londynie) – brytyjski wioślarz.

## Osiągnięcia
- Mistrzostwa Świata U-23 – Amsterdam 2005 – czwórka bez sternika – 6. miejsce[1].
- Mistrzostwa Świata U-23 – Hazewinkel 2006 – czwórka bez sternika – 9. miejsce[1].
- Mistrzostwa Świata – Monachium 2007 – czwórka ze sternikiem – 4. miejsce[1].
- Mistrzostwa Europy – Ateny 2008 – ósemka – 6. miejsce[1].
- Mistrzostwa Świata – Poznań 2009 – ósemka – 5. miejsce[1].